# Christian Mahler (Widerstandskämpfer)
Christian Mahler (* 12. November 1905 in Hamburg; † 30. Mai 1966 in Oranienburg) war ein deutscher Widerstandskämpfer gegen den Nationalsozialismus. Er war Polizeioffizier, Parteifunktionär (SED) und der erste Direktor der Nationalen Mahn- und Gedenkstätte Sachsenhausen in der DDR.

## Leben
Der Sohn einer Arbeiterfamilie absolvierte nach dem Besuch der Volksschule eine Lehre als Schiffbauer. 1924 wurde er Mitglied der KPD und des Roten Frontkämpferbundes (RFB), war Funktionär der KPD und des RFB in Hamburg und Mitarbeiter des Militär-Apparats (M-Apparat) der KPD-Bezirksleitung Wasserkante. Nach antifaschistischem Widerstand wurde er im August 1933 verhaftet und im April 1935 „wegen Vorbereitung zum Hochverrat in Tateinheit mit schwerem Landfriedensbruch und Vergehen gegen das Schusswaffengesetz“ zu fünf Jahren  Zuchthaus verurteilt. Nach der Strafverbüßung wurde er von Oktober 1938 bis 1943 im KZ Sachsenhausen inhaftiert. Anschließend war er im KZ-Außenlager Falkensee, wo er im April 1945 durch die Rote Armee befreit wurde.
Im Mai 1945 trat er in die Deutsche Volkspolizei (DVP) ein und hatte bis 1952 leitende Funktionen in der VP-Landesbehörde  Mecklenburg inne. Im April 1946 wurde er Mitglied der SED. Nach dem Besuch der Hochschule der VP in Berlin 1949 war er von 1950 bis 1953 Leiter der Schutzpolizei in Mecklenburg bzw. in der Bezirksbehörde der Deutschen Volkspolizei (BDVP) Schwerin im Rang eines VP-Inspekteurs (Oberst).  Nach dem Bekanntwerden von „Westkontakten“ seiner Lebensgefährtin wurde er im November 1953 aus dem Polizeidienst entlassen.
Von Dezember 1953 bis Februar 1955 fungierte er als 2. Sekretär der SED-Betriebsparteiorganisation (BPO) der Elbewerft Boizenburg, ab März 1955 als BPO-Sekretär der SED im  VEB Klement-Gottwald-Werke in Schwerin. 1959/60 war er kurzzeitig Mitglied des Rates des Bezirkes Schwerin und Leiter der Abteilung Inneres. Von 1960 bis zu seinem Tod war er der erste Direktor der Nationalen Mahn- und Gedenkstätte Sachsenhausen und Mitglied der Zentralleitung des Komitees der Antifaschistischen Widerstandskämpfer der DDR.

## Auszeichnungen
- 1959 Verdienstmedaille der DDR
- 1965 Vaterländischer Verdienstorden